# Il caos (Ekeland)
Il caos (Le chaos) è un libro di divulgazione scientifica, scritto dal matematico Ivar Ekeland, che tratta di teoria del Caos. 
È stato tradotto in italiano per la casa editrice Il Saggiatore.

## Contenuti
Il libro mette in luce come il fenomeno del caos o della non linearità, scoperto e studiato a partire dalla fine dell'XIX secolo dal matematico francese Henri Poincaré (vedi problema dei tre corpi) e ripreso poi con vigore negli anni 70 del XX secolo nell'ambito della fisica moderna dai fisici cibernetici (vedi Norbert Wiener), sia in realtà molto più diffuso nell'Universo dei fenomeni osservati, abbracciando nella pratica e in ultima analisi quasi tutti i sistemi fisici a multicomponenti (transizione al caos dei sistemi complessi), dalla teoria dei sistemi (pendolo composto e giostra di sabbia) al tempo meteorologico, al sistema economico-finanziario, fino a comprendere il moto dei pianeti all'interno del sistema solare (vedi problema degli n-corpi e stabilità del sistema solare) evidenziando il cosiddetto tempo caratteristico (tempo per il quale raddoppia la caoticità del sistema) e ricomprendendo come caso particolare i sistemi classici lineari studiati dalla meccanica newtoniana (vedi fisica classica).